# 颜店镇
颜店镇，是中华人民共和国山東省济宁市兖州区下辖的一个乡镇级行政单位。

## 行政区划
颜店镇下辖以下地区：
嵫山村、大嵫阳村、西嵫阳村、红庙村、刘胡村、南阁村、颜店村、颜村、马海村、史村、陈街村、豆街村、曹街村、前王村、丁郗村、张刘村、薛郗村、赵郗村、后郗村、李宫一村、李宫二村、李宫三村、李宫四村、孟村、大张村、董村、毛村、夏村、蒿庙村、杨庄村、马楼村、仁里村、前北肖村、北肖村、高庄村、前张海村、后张海村、毛庙村、前海村、坊上村、胡街村、郭楼村、天齐庙村、丁庄村、北王家屯村、孔家屯村、袁庄一村、袁庄二村、袁庄三村、袁庄四村、翟村一村、翟村二村、翟村三村、翟村四村、屯头一村、屯头二村、屯头三村、屯头四村、彭家街村、刘家街村、韩家街村、石家街村、周堌堆村、付家庙村、玄帝庙村和王家桥村。

## 人口
2010年中国第六次人口普查时，颜店镇共有人口59272人。共有家庭18953户，平均每户3.12人。14岁以下的少年儿童共9453人，占总人口15.94%；15-64岁人口共43253人，占总人口72.97%；65岁及以上的老年人共6566人，占总人口的11.07%。男性共计29598人，占总人口49.93%；女性共计29674人，占总人口50.06%。本地居住的人口中，拥有本地户籍的人口为57721人，占97.38%。